# Franz Kämmerer

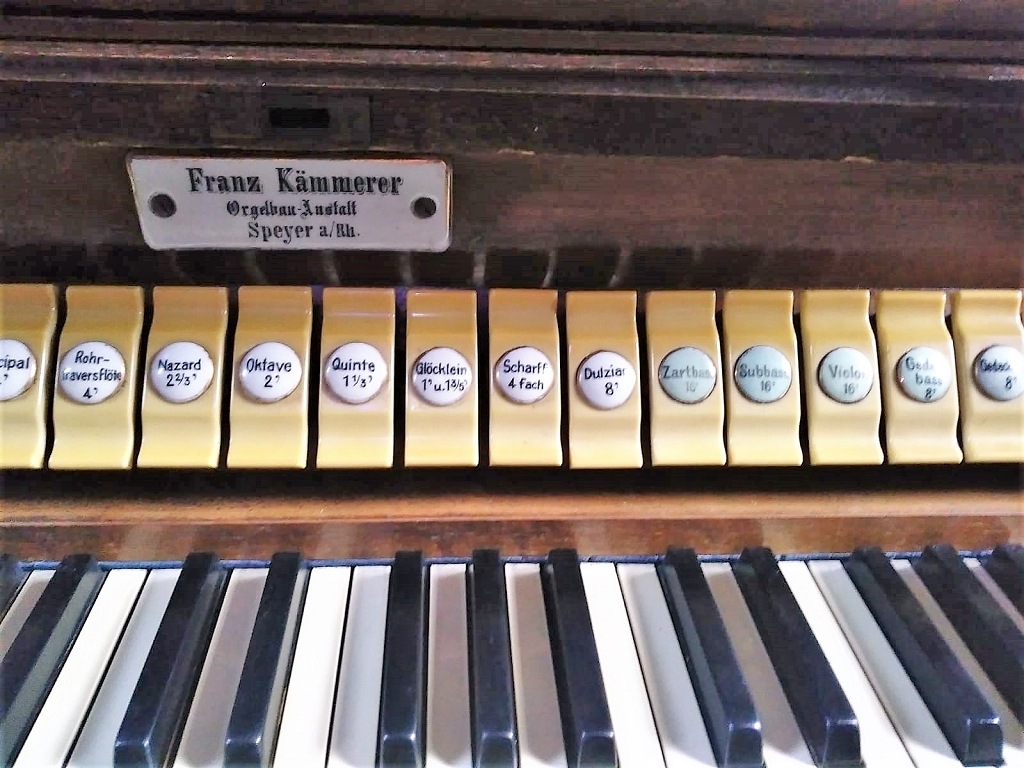
Firmenschild und Registerwippen an der Kämmerer-Orgel in Altenwald (Saarland)

Franz Kämmerer (* 3. September 1868 in Weisenheim am Sand; † 19. Februar 1951 in Heidelberg) war ein deutscher Orgelbauer mit Werkstattsitz in Speyer.

## Leben
Franz Kämmerer lernte das Orgelbauhandwerk ab 1880 bei Gustav Schlimbach in Speyer und übernahm 1889 die Werkstatt von Johann Jelaćić, bei dem er bereits zuvor zwei Jahre lang gearbeitet hatte. In der Folge wurden zahlreiche Instrumente überwiegend in katholische Kirchen in der Pfalz geliefert. Die Orgelbaufirma Kämmerer wurde 1935 aufgegeben.

## Werkliste (Auszug)
| Jahr | Ort                                | Gebäude                       | Bild | Manuale | Register | Bemerkungen |
| ---- | ---------------------------------- | ----------------------------- | ---- | ------- | -------- | --- |
| 1923 | Ludwigshafen am Rhein-Rheingönheim | St. Joseph                    |      | II/P    | 14       | 2011 erhielt die Kirche St. Josef durch Orgelbau Mühleisen die gebrauchte Klais-Orgel (1941, III/35) aus der profanierten Kirche St. Marien. Die Kämmerer-Orgel wurde 2011 in die Josephskapelle Mainz umgesetzt und erhielt durch Förster & Nicolaus ein neues passendes Gehäuse im Stil anderer Kämmerer-Orgeln. |
| 1924 | Altenwald                          | Herz Jesu                     |      | II/P    | 24       | Die Disposition wurde 1965 eingreifend neobarockisiert. |
| 1926 | Wachenheim an der Weinstraße       | St. Georg (katholischer Teil) |      | II/P    | 14       | Im Gehäuse der Vorgängerorgel von Schimbach (1856); im Originalzustand erhalten. |
| 1929 | Winnweiler                         | Herz Jesu                     |      | II/P    | 29       | erhalten! |
| 1929 | Beindersheim                       | Heilig Kreuz                  |      | II/P    | 19       | |
| 1929 | Frankenthal (Pfalz)                | St, Dreifaltigkeit            |      | III/P   | 42       | 1943 im Zweiten Weltkrieg zerstört |
| 1934 | Schönenberg-Kübelberg              | St. Valentin                  |      | II/P    | 21       | Die Disposition wurde 1965 durch Paul Zimnol eingreifend neobarockisiert und die optische Aufstellung vollkommen verändert. |